# ねこ検定
ねこ検定（ねこけんてい）は、ねこ検定実行委員会が実施しているネコに関する検定試験。ネコへの理解を深めることで人とネコとの生活がより豊かになることを目的として2017年3月26日に第1回目の試験が実施された。以降、年約1回試験が実施されている。2020年の第4回試験までの受験者数は約10,000人。2019年2月には試験の情報発信を目的とする「ねこ検定 ともの会」が設立された。

## 受験級
- 初級：ネコにストレスを与えることなく、一緒に暮らす知識を有し、猫とのより良い関係を築ける猫のパートナーレベル。（平均合格率90.6％）　受験料（税込） 4,900円
- 中級：ネコの一生に責任を持ち、互いに幸せに暮らせる知識を有し、さらにネコに関する知識を求められれば、的確にアドバイスができるネコのスペシャリストレベル。（平均合格率75.2％) 受験料（税込）5,900円
- 上級：ネコの行動や気持ちを理解し、ストレス予防や医療にも精通。ネコに関する知識を活かした活動や、職業を目指すのにふさわしいネコのマスターレベル。（平均合格率25.3％) 受験料（税込）7,200円

## 受験資格
特になし。ただし、上級の合格認定は中級に合格していることを前提としている。また、上級と中級を併願した場合、中級が不合格だった場合は自動的に上級も不合格になる。